# Mikhail Kutuzov
Mikhail Illarionovich Golenishchev-Kutuzov (ou Kutusov) (князь Михаи́л Илларио́нович Голени́щев-Куту́зов; 16 de setembro de 1745 – 28 de abril de 1813) foi um Marechal de campo russo popularmente reconhecido pelo seu importante papel na resistência militar russa perante a invasão napoleónica.

## Início de carreira
Golenishchev-Kutuzov (geralmente apenas designado como Kutuzov) nasceu em São Petersburgo e entrou para o exército russo em 1759 ou 1760. Prestou serviço na Polónia (1764 – 1769), e, de 1770 a 1774, lutou contra o Império Otomano, perdendo um olho em acção nesse último ano. Pouco mais tarde, viajou pela Europa Central e Ocidental.
Em 1784 tornou-se major-general e em 1787, governador-geral da Crimeia. Sob as ordens de Alexander Suvorov, de quem se tornou discípulo, ganhou considerável distinção na Guerra Russo-Turca de 1787-1792, na tomada de Ochakov, Odessa, Tighina e Ismail, bem como nas batalhas de Rimnik e Mashin. Em (1791) tornou-se tenente-general, ocupando, sucessivamente, as posições de embaixador em Constantinopla, governador-geral da Finlândia, comandante do corpo de cadetes em São Petersburgo, embaixador em Berlim e governador-geral de São Petersburgo.

## Guerras Napoleônicas na Europa
Em 1805, comandou as tropas russas contra o avanço de Napoleão em Viena. Após a derrota dos austríacos na batalha de Ulm, recuou as forças russas percorrendo 425 km de Braunau a Olmutz, derrotando Joaquim Murat em Amstetten e o general Édouard Mortier na renhida Batalha de Dürrenstein a 11 de novembro de 1805, evitando desta maneira que o exército russo fosse cercado pelas forças napoleônicas
Ainda durante a terceira coligação, na véspera da Batalha de Austerlitz, Kutuzov tentou prevenir os generais aliados de entrarem em batalha mas, sendo desautorizado pelo czar, que apoiou o plano dos austríacos, prestou tão pouco interesse ao assunto que chegou a adormecer quando lhe leram as deliberações militares.
Embora fosse nominalmente o comandante em chefe do exército russo, na Batalha de Austerlitz, comandou apenas o IV Corpo do exército aliado, pois o czar tinha receio de ficar responsável caso o seu plano falhasse.[19]
Kutuzov esteve, contudo pessoalmente empenhado na batalha (2 de dezembro de 1805), onde foi ferido. Apesar disso organizou a retirada para Rússia, através da Hungria.
Entre 1806 a 1811, Kutuzov foi governador-geral da Lituânia e de Kiev. Ficou, então, encarregado de dirigir o exército russo no conflito contra o Império Otomano (Guerra Russo-Turca 1806-1812). Compreendendo, contudo, que as suas tropas viriam a ser mais necessárias na inevitável guerra com os franceses, rapidamente fez diligências para que fosse assinado o Tratado de Bucareste, que estipulava a incorporação da Bessarábia no Império Russo. Foi elevado à príncipe (knyaz) graças a tal feito.

## A Guerra Patriótica (1812)

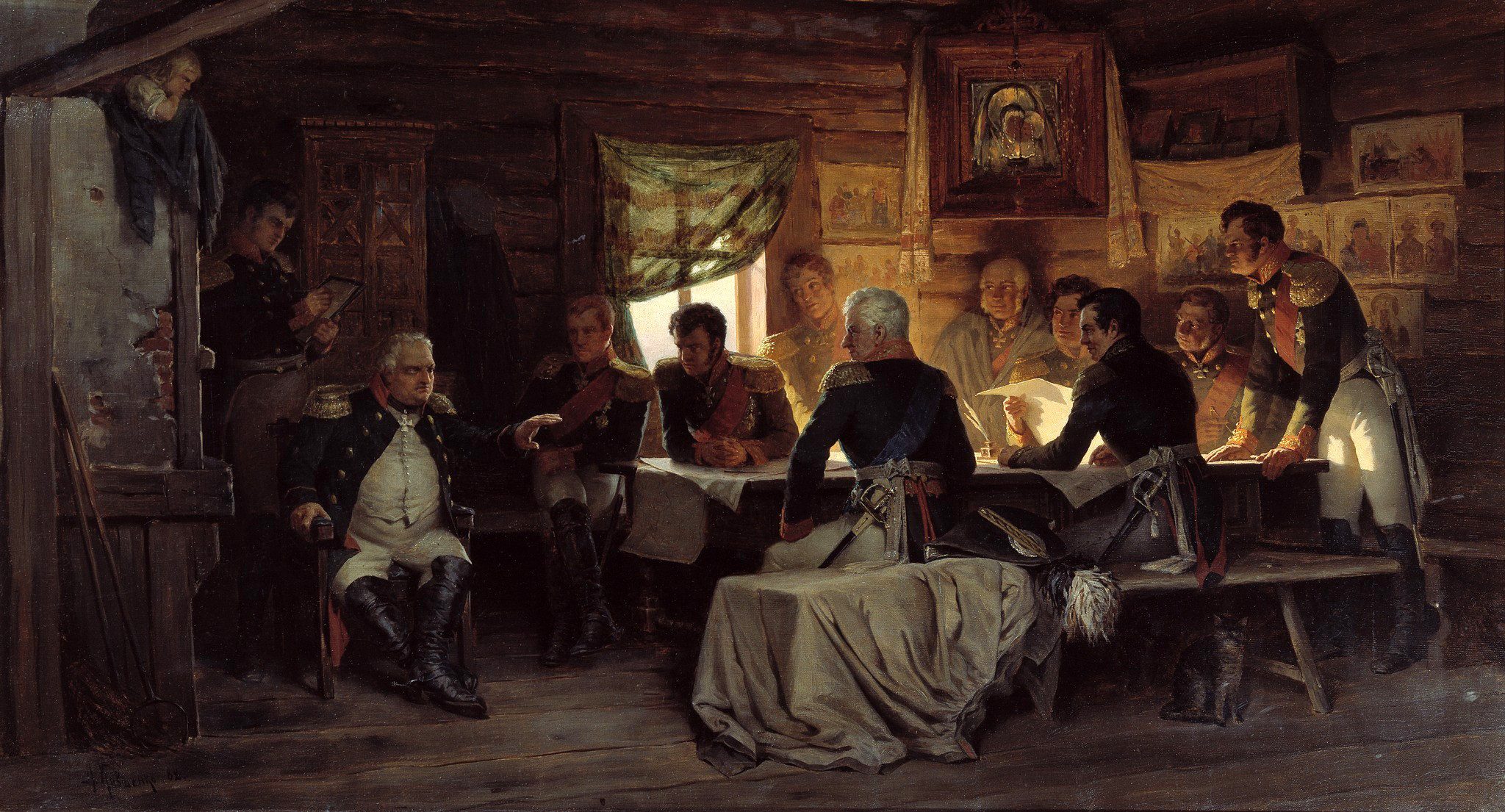
Kutuzov na Conferência de Fili decide render Moscovo a Napoleão.

Quando Napoleão invadiu a Rússia em 1812, Mikhail Bogdanovich Barclay de Tolly (então, Ministro da Guerra) decidiu seguir o princípio bélico da "terra queimada" e procedeu à retirada, em vez de correr o risco de entrar em Batalha. A sua estratégia valeu-lhe a inimizade de vários militares, principalmente por parte do talentoso general Pyotr Bagration.
Kutuzov foi novamente nomeado comandante-em-chefe do exército a 17 de agosto, sendo saudado com grande satisfação.
Apesar da retórica de Kutuzov em sentido contrário, seu labor foi de continuidade a respeito da estratégia de Barclay de Tolly, pois ele também contemplava que o enfrentamento direto contra os franceses em combate aberto poderia representar o inútil sacrifício de seu exército.
Após uma breve batalha sem resultados em Smolensky (entre 16 e 18 de agosto), estabeleceu-se numa linha defensiva em Borodino; nas proximidades de Moscou. Os dois grandes exércitos defrontaram-se perto da povoação à 7 de setembro de 1812; naquela que viria a ser descrita como a maior batalha da história da humanidade até à altura, ao envolver cerca de um quarto de milhão de soldados.
A Batalha de Borodino terminou com um quarto dos franceses e metade dos russos mortos ou gravemente feridos.
Face a impossibilidade de receber reforços, depois da famosa conferência na aldeia de Fili. Kutuzov ordenou a retirada, de forma a poupar o restante das tropas russas.
Moscou estava, então, perdida e nas mãos dos franceses. A população residente, entretanto, foi evacuada. O exército russo retirou-se para a estrada de Kaluga buscando reabastecimento e aguardando reforços.
Após ocupar Moscou durante um mês e meio, Napoleão não teve outra alternativa senão ordenar a retirada dos franceses, pois apesar da vitória em campo, perdera na batalha de Borodino uma significativa parte dos seus efetivos e estava sem provisões que lhe permitissem marchar contra São Petersburgo ou mesmo manter a praça conquistada.
Durante a retirada, Kutuzov empregou táticas de guerrilha para fustigar constantemente os franceses, debilitando ainda mais o exército napoleônico, que já sofria as fadigas decorrentes da falta de víveres e da marcha acelerada sob as baixas temperaturas do outono russo.
As precauções do velho general de evitar um embate em larga escala, que eventualmente viesse a provocar baixas elevadas entre as tropas russas; deram origem a muitas críticas, mas foi graças a tal estratégia que a Grande Armée viu-se cada vez mais enfraquecida, antes de chegar a solo prussiano.
Observa-se que após a batalha de Borodino não houve nenhum outro enfrentamento de grandes proporções, verificando-se embates de menor porte como na Batalha de Maloyaroslavets, Batalha de Krasnoi e na Batalha de Berezina. Entretanto, Napoleão cruzou o Niemen com apenas 120 000 homens (menos de 20% do total de seus efetivos no início da campanha).
Kutuzov foi promovido à Marechal-de-Campo e honrado com o título de Sua Serena Alteza, Príncipe (Knyaz) de Smolensky (Светлейший князь Смоленский); pela sua vitória em Krasnoi (próximo à cidade Smolensky) em novembro de 1812.

## Memória

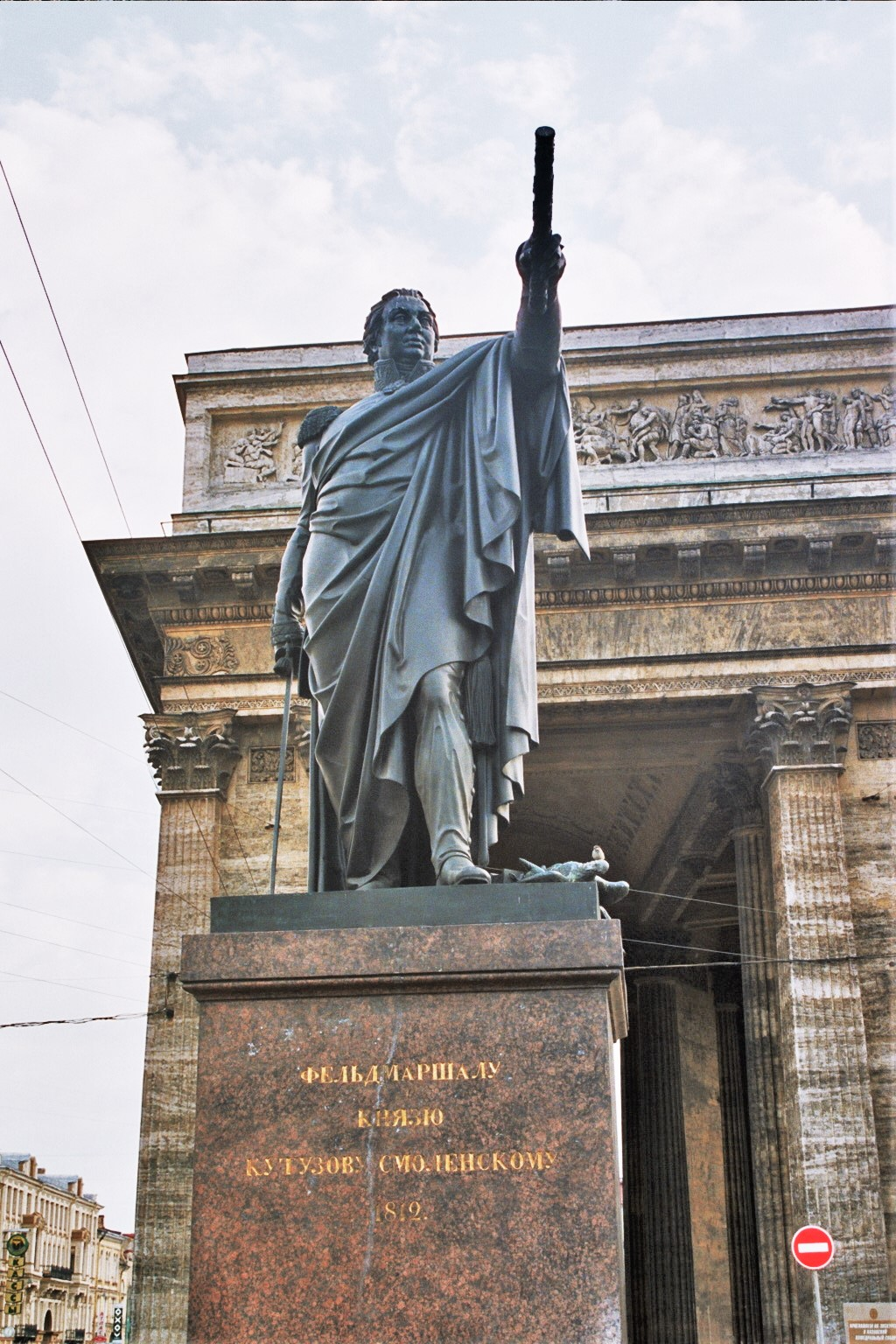
Monumento a Kutuzov em São Petersburgo (1837)

No início de 1813, Kutuzov adoeceu, vindo à falecer em 28 de abril daquele mesmo ano, na localidade de Bunzlau.
Monumentos à sua memória foram, então erigidos na colina de Poklonnaya  em Moscou e em frente à Catedral de Kazan, em São Petersburgo, onde foi sepultado.
Como Mihail Kutuzov não deixara descendentes diretos na linha masculina, o nome do Golenischev-Kutuzov foi transferido por decreto em 1859 a seu neto, o major-general Pavel Matveyevich Tolstói.
Entre os generais russos, Kutuzov só perde em popularidade histórica para o seu mestre, Alexander Suvorov.
Alexandre Pushkin escreveu sobre o seu túmulo uma famosa elegia em sua honra. Entrou, entretanto, no imaginário popular muito graças ao facto de se ter tornado numa das personagens centrais na obra Guerra e Paz de Liev Tolstói, onde é caracterizado como um sábio líder popular.
Durante a Grande Guerra Patriótica (1941-45), o governo soviético criou a Ordem de Kutuzov que foi, entretanto, preservada como condecoração na Rússia, mesmo após a dissolução da União Soviética, permanecendo como um dos mais importantes galardões militares da Federação Russa.